# Алиходжаев, Ульмас Сафаевич
У́льмас Сафа́евич Алиходжа́ев (30 июня 1941, Ургенч — 25 сентября 2015, Ташкент) — советский узбекский актёр кино. Народный артист Узбекской ССР (1983).

## Биография
Родился в городе Ургенче Узбекской ССР. Поступил на актёрский факультет в Ташкентский театрально-художественный институт им. А. Н. Островского, который окончил в 1964 году.
Дебютировал в кино в 1963 году, снявшись в кинофильме «Пятеро из Ферганы» в роли первого комсомольца Узбекистана Абдуллы Набиева. С 1964 года работал на киностудии «Узбекфильм», снявшись более чем в 40 кинофильмах и телефильмах этой студии.
Известность в Узбекистане и во всём СССР приобрёл благодаря роли Отабека в историческом кинофильме «Минувшие дни» (1969) режиссёра Юлдаша Агзамова (экранизации одноимённого романа Абдуллы Кадыри) и роли знаменитого узбекского поэта, драматурга, композитора, революционера и общественного деятеля Хамзы Хакимзаде Ниязи в многосерийном художественном телефильме «Огненные дороги» (1977—1984) режиссёра Шухрата Аббасова.
В СССР также снимался в фильмах киностудий «Таджикфильм», «Киргизфильм», Киностудия имени М. Горького и др. В постсоветское время снимался в фильмах Узбекистана, Азербайджана, России.

## Избранная фильмография
- 1963 — Пятеро из Ферганы — Абдулла Набиев (дублировал — Владимир Костин)
- 1964 — Звезда Улугбека — Али Кушчи (дублировал — Олег Голубицкий)
- 1964 — Мирное время — Гулям Ахмедов
- 1965 — Родившийся в грозу (другое название: «Наташа-ханум») — Музаффар
- 1966 — Тайна пещеры Каниюта — Убайдулла (дублировал — Александр Демьяненко)
- 1967 — Под пеплом — огонь — учитель Сафоев
- 1968 — Сыны Отечества — «Фокусник», узник концлагеря
- 1969 — Минувшие дни — Отабек (дублировал — Владимир Гусев)
- 1970 — Гибель Чёрного консула — младобухарец
- 1971 — Порыв — Ядгар Хамидович
- 1972 — В чёрных песках — Мухамед, брат Шамурада
- 1973 — Караван — Махмуд (дублировал — Юрий Чекулаев)
- 1973 — Огненный берег — Даврон-клыч
- 1974 — Абу Райхан Беруни — эпизод
- 1974 — Главный день
- 1975 — Уходили комсомольцы — комиссар Кувват
- 1976 — Далёкие близкие годы — эпизод
- 1976 — Иду в завтра — Хасан
- 1976 — Птицы наших надежд — эпизод
- 1977 — Дом под жарким солнцем — эпизод
- 1977 — 1984 — Огненные дороги — Хамза Хакимзаде Ниязи (дублировал — Сергей Малишевский)
- 1977 — Это было в Коканде — Саидов
- 1978 — Хорезмийская легенда — скорняк Максуд
- 1979 — Берегись! Змеи! — учитель истории Батыр (в титрах не указан)
- 1980 — Служа Отечеству — лекарь
- 1980 — В стремнине бешеной реки — эпизод
- 1981 — Не ставьте Лешему капканы… — Турка
- 1984 — Государственная граница. Фильм 4-й: Красный песок — Сулейманов
- 1985 — Долгое эхо в горах — Эркин
- 1985 — Последняя инспекция
- 1986 — Алмазный пояс — Рахманов
- 1986 — О том, чего не было
- 1987 — В Крыму не всегда лето — Салямов
- 1987 — Уполномочен революцией — Эмир Бухары
- 1988 — Пейзаж глазами спринтера — Тимур Камбаров
- 1989 — Кодекс молчания — Рахматулла-ака
- 1989 — Шок (другое название: «С любовью и болью») — прокурор
- 1991 — Ау! Ограбление поезда (другое название: «За всё надо платить») — губернатор
- 1991 — Линия смерти — генерал Рашид Киримов
- 1993 — Красный поезд (Азербайджан)
- 1994 — Младшая (Узбекистан)
- 1997 — Минувшие дни (Узбекистан)
- 1998 — Маленький лекарь (Узбекистан) — эпизод
- 2002 — Товарищ Бойкенжаев (Узбекистан) — Бойкенжаев
- 2004 — Близнецы — полковник милиции Кадыров
- 2006 — Қасамёд — генерал

### Озвучивание
- 1981 — Дорогие мои москвичи — текст от автора (узбекский вариант)

## Признание и награды
- 1975 — Премия Ленинского комсомола Узбекской ССР (за роли молодых современников в кинофильмах).
- Заслуженный артист Узбекской ССР.
- 1983 — Народный артист Узбекской ССР.
- 1988 — Ветеран труда.